# Bayalangu Lor
Bayalangu Lor is een bestuurslaag in het regentschap Cirebon van de provincie West-Java, Indonesië. Bayalangu Lor telt 5411 inwoners (volkstelling 2010).